# 1981 في الأردن
فيما يلي قوائم الأحداث التي وقعت خلال عام 1981 في الأردن.